# Saint-Émilion
Saint-Émilion (okcitanski: Sent Milion) je općina u departmanu Gironde u Akvitaniji u jugozapadnoj Francuskoj. Nalazi se 35 km sjeveroistočno od Bordeauxa, između mjesta Libourne i Castillon-la-Bataille. 
Saint-Émilion je, uz Medoc, Graves i Pomerol, jedno od glavnih područja uzgoja crnog vina Bordeaux. Osnovne sorte grožđa koje se uzgajaju su Merlot i Cabernet Franc, s relativno malim količinama Cabernet Sauvignon.

## Povijest
Rimljani su u ovom području sadili vinograde, koji su prerasli u Saint-Émilion već u 2. stoljeću. U 4. stoljeću, latinski pjesnik Ausonius pohvalio je njihov obilan plod vinove loze.
Grad je dobio ime po redovniku Émilionu, putujućem ispovjedniku, koji se naselio u Pustinji uklesanoj u stijeni u 8. stoljeću. Redovnici koji su ga slijedili pokrenuli su komercijalnu proizvodnju vina na ovom području.

## Znamenitosti
Povijest Saint-Émiliona seže u prapovijest i prepun je povijesnih spomenika, s fascinantnim romaničkim crkvama i ruševinama koji se protežu duž strmih i uskih ulica. God. 1999. vinogradsko područje Saint-Émiliona upisano je na UNESCOv popis mjesta svjetske baštine u Europi.
Vinogradarstvo su na ovaj plodni dio regije Akvitanije uveli Rimljani, a zahuktalo se u srednjem vijeku. Područje Saint-Émiliona je iskoristilo svoj položaj na hodočašnićkom putu u Santiago de Compostela (Put Svetog Jakova) i od 11. stoljeća nadalje tu je izgrađeno mnogo crkava, samostana i hospicija.
Za vrijeme engleske vladavine u 12. stoljeću dodijeljen mu je poseban status "jurisdikcije". To je izuzetan krajolik koji se u potpunosti posvetio vinogradarstvu, s mnogo povijesnih spomenika u njegovim gradovima i selima.
- Pogled na Saint-Emilion
- Gradska crkva isklesana napola iz monolitne stijene
- Pogled s crkve
- Klaustar konvikta

## Vanjske poveznice
- Saint-Émilion službene turističke stranice

|  | Zajednički poslužitelj ima još gradiva o temi Saint-Émilion |